# Emil-Fischer-Gymnasium
Das Emil-Fischer-Gymnasium ist ein Gymnasium in Euskirchen. Es ist nach dem in Euskirchen geborenen Chemiker Emil Fischer benannt.

## Geschichte
Das Gymnasium wurde im Jahre 1851 als höhere Knabenschule gegründet. Vor der Gründung existierte dort bereits ein Privatgymnasium.
Im Jahre 1907 wechselte dieses seinen Standort in die Billiger Straße. Der Name des Gymnasiums, Kaiserin-Auguste-Victoria-Gymnasium, wurde im Zuge des Nationalsozialismus in „Emil-Fischer-Gymnasium“ geändert. Diese Umbenennung nach dem Chemiker und Nobelpreisträger von 1902, Emil Fischer, welcher diese Schule besuchte, erfolgte, um die Namensgebung nach Nazi-Größen, wie Adolf Hitler, zu verhindern. Die Schule zog im Jahre 1966 schließlich in das jetzige Gebäude um und 1967 folgte eine Erweiterung des Gebäudekomplexes.

## Besonderes
In der Aula des Gymnasiums befindet sich das städtische Theater Euskirchen, welches 700 Zuschauern Platz bietet.  Bis zum Jahre 2007 teilte sich das Emil-Fischer-Gymnasium den Gebäudekomplex mit der Nordschule Euskirchen. Heute ist dort eine Grundschule.

## Persönlichkeiten
- Emil Fischer (1852–1919), deutscher Chemiker und Nobelpreisträger
- Jakob Pley (1886–1974), Lehrer 1920–1928
- Gerhard Dautzenberg OFM (1934–2019), deutscher römisch-katholischer Theologe
- Detlef Seif (* 1962), deutscher Politiker (MdB)
- Kurt Schumacher (* 1963), deutscher Komponist, Musikwissenschaftler und Publizist
- Sonja Fuß (* 1978), deutsche Fußballspielerin
- Sebastian Schlemmer (* 1978), deutscher Schauspieler
- Björn Phau (* 1979), deutscher Tennisspieler
- Markus Pröll (* 1979), deutscher Fußballspieler
- Lara Hoffmann (* 1991), Leichtathletin, Olympiateilnehmerin 2016, Referendarin seit 2024
- Marc Odenthal (* 1991), Judoka, Olympiateilnehmer 2016
- Andreas Wolff (* 1991), deutscher Handballspieler
- Jonas Urbig (* 2003), deutscher Fußballspieler
- Robin Kremp (* 2004), deutscher Handballspieler